# D'Alembertův princip
d'Alembertův princip je důležité tvrzení týkající se zákonů pohybu v klasické mechanice. Představuje ekvivalentní vyjádření druhého Newtonova zákona. Nese jméno svého objevitele, kterým byl francouzský fyzik a matematik Jean le Rond d'Alembert. d'Alembertův princip je základem lagrangeovské mechaniky.
Tento princip říká: Přičtou-li se ke vtištěným silám (vnější síly i reaktivní síly vazeb) síly setrvačné, budou síly mechanického systému v rovnováze.
d'Alembertův princip bývá také formulován ve formě virtuálních prací: Při vratném virtuálním posunutí (tj. je-li systém podroben oboustranným vazbám) je virtuální práce všech efektivních sil systému nulová.

## Matematická formulace
Matematicky je vhodné princip zapisovat ve formě virtuálních prací, kdy není nutno uvažovat neefektivní vazbové síly.
Pro oboustranné vazby:
{\displaystyle \sum _{i}(\mathbf {F} _{i}-m_{i}\mathbf {a} _{i})\cdot \delta \mathbf {r} _{i}=0},
kde {\displaystyle \mathbf {F} _{i}} je výslednice vnějších sil působící na i-tou částici (hmotný bod) systému, {\displaystyle \delta \mathbf {r} _{i}} je virtuální posunutí {\displaystyle i}-té částice, které je v souladu s omezujícími podmínkami (vazbami), {\displaystyle \mathbf {r} _{i}} a {\displaystyle m_{i}} jsou její polohový vektor resp. hmotnost a {\displaystyle \mathbf {a} _{i}={\frac {\mathrm {d} ^{2}\mathbf {r} _{i}}{\mathrm {d} t^{2}}}} její zrychlení.
Zobecnění pro jednostranné vazby:
{\displaystyle \sum _{i}(\mathbf {F} _{i}-m_{i}\mathbf {a} _{i})\cdot \delta \mathbf {r} _{i}\leqq 0}.

## Speciální případy

### Žádné vazby
V případě, že neexistují žádné vazby, jsou virtuální posunutí {\displaystyle \delta \mathbf {r} _{i}\,\!} nezávislá a platí
{\displaystyle m_{i}{\ddot {\mathbf {r} }}_{i}-\mathbf {F} _{i}=0}.
Princip tak přechází v Newtonovy pohybové rovnice jednotlivých volných částic systému:
{\displaystyle \mathbf {F} _{i}=m_{i}{\ddot {\mathbf {r} }}_{i}}.

### Žádná zrychlení
V případě pohybů částic systému bez zrychlení se d'Alembertův princip redukuje na podmínky rovnováhy:
{\displaystyle \sum _{i=1}\mathbf {F} _{i}\cdot \delta \mathbf {r} _{i}=0}
Tento vztah představuje princip virtuální práce, podle kterého je práce vykonaná při libovolném virtuálním posunutí systému z rovnovážné polohy nulová.

## Důsledky
Z d'Alembertova principu pro vratná virtuální posunutí a z rovnic vazeb přímo vyplývají Lagrangeovy rovnice prvního druhu.